# General Hospital: Night Shift
General Hospital: Night Shift – amerykańska opera mydlana, emitowana przez amerykański kanał poświęcony operom mydlanym SOAPnet od 12 lipca 2007 do 22 lipca 2008. Jest to drugi amerykański spin-off serialu Szpital miejski (General Hospital). Pierwszym była dzienna opera mydlana Port Charles, emitowana od czerwca 1997 do października 2003.

## Status produkcji
Kanał SOAPnet wyprodukował dwa sezony serialu. Wyemitowanych zostało 27 odcinków. W marcu 2008 "Night Shift" został określony 'najchętniej oglądanym serialem' SOAPnet w historii. Pierwszy sezon został wydany na DVD 12 lutego 2008. W maju 2008 ogłoszono, że Lisa de Cazotte przejmie stanowisko producenta wykonawczego w drugim sezonie GH:NS, a trójka scenarzystów - Garin Wolf, Robert Guza Jr. i Elizabeth Korte - zostaną zastąpieni przez Sri Lao. Zdjęcia rozpoczęto w czerwcu 2008 w wysokiej rozdzielczości.

## Sezony
I sezon – 14 odcinków – emisja od 12 lipca 2007 do 4 października 2007
II sezon - 13 odcinków – emisja od 22 lipca 2008 do 21 października 2008 

## Obecni członkowie obsady
| Aktor               | Postać             |
| ------------------- | ------------------ |
| Adrian Alvarado     | Cruz Rodriguez     |
| Bradford Anderson   | Damian Spinelli    |
| Amanda Baker        | Jolene Crowell     |
| Julie Marie Berman  | Lulu Spencer       |
| Nazanin Boniadi     | Leyla Mir          |
| Wendy Braun         | Iris Sneed         |
| Steve Burton        | Jason Morgan       |
| Derk Cheetwood      | Max Giambetti      |
| Josh Duhon          | Logan Hayes        |
| Sonya Eddy          | Epiphany Johnson   |
| Kiko Ellsworth      | Stan Johnson       |
| Richard Gant        | Russell Ford       |
| Jason Gerhardt      | Cooper Barrett     |
| Rebecca Herbst      | Elizabeth Spencer  |
| Kent Masters King   | Dr. Lainey Winters |
| Alla Korot          | Stacy Sloan        |
| Lindze Letherman    | Georgie Jones      |
| Natalia Livingston  | Emily Quartermaine |
| Kimberly McCullough | Robin Scorpio      |
| Ron Melendez        | Dr. Andy Archer    |
| Minae Noji          | Dr. Kelly Lee      |
| Dominic Rains       | Dr. Leo Julian     |
| Graham Shiels       | Cody Paul          |
| Kirsten Storms      | Maxie Jones        |
| Jason Thompson      | Patrick Drake      |
| Angel Wainwright    | Regina Thompson    |
| Billy Dee Williams  | Toussaint Dubois   |

## Oglądalność
Premierowy odcinek General Hospital: Night Shift był najchętniej oglądanym odcinkiem jakiegokolwiek serialu na kanale SOAPnet w historii. Przed telewizorami zgromadziło się łącznie ok. miliona widzów. Serial znalazł się na drugim miejscu pod względem oglądalności wśród kobiet od 18 do 49 lat (500 000 widzów) oraz wśród kobiet od 18 do 34 lat.